# Cupressus gigantea
Cyprès du Tibet
Espèce
Cupressus gigantea, est un arbre résineux de la famille des Cupressacées.